# Tarol
Le tarol  est un instrument de percussion plus fin qu'un Caixa. On en joue en le plaçant sur l'épaule ou avec une sangle. Il est surtout utilisé dans le Maracatu au Brésil.